# Clásica Jaén 2024
De derde editie van de wielerwedstrijd Clásica Jaén vond plaats op 12 februari 2024. Titelverdediger van deze wedstrijd was Tadej Pogačar, hij werd opgevolgd door de Spanjaard Oier Lazkano.

## Verloop
Net na de start volgden enkele aanvallen uit het peloton, maar deze geraakten niet weg. De eerste aanval die weg geraakte was van Joey Rosskopf, Sébastien Grignard en Paul Lapeira. Later volgde ook nog Axandre Van Petegem, die naar de eerste groep toe reed. Ook Sinuhé Fernandez, Jorge Gutiérrez en Valentin Retailleau reden nog naar de kopgroep voordat ze teruggegrepen werden. Er volgden nadien twee grote aanvallen en een paar kleintjes. De eerste met Cédric Beullens, Orluis Aular, Cameron Rogers, Iván Romeo, Nicolas Prodhomme, Valentin Retailleau, Salvatore Puccio, Sepp Kuss en Marc Soler. 
In de tweede aanval zaten Alex Molenaar, Filippo Conca, Gianluca Brambilla, Jefferson Alveiro Cepeda, Eric Antonio Fagúndez, Oier Lazkano, Gonzalo Serrano, Nicolas Prodhomme, Jordan Labrosse, Ben Turner, Jan Tratnik, Tim Wellens, Alessandro Covi en Igor Arrieta.
Deze vlucht hield wel stand en na 50 kilometer volgde een aanval vanuit de kopgroep van Lazkano, Prodhomme, Arrieta, Molenaar en Cepeda. De andere groep werd opnieuw ingelopen door het peloton. Op 68 kilometer van de streep moest Molenaar laten lopen, op 55 kilometer Cepeda en op 40 kilometer Arrieta. Op 13 kilometer van de streep moest Prodhomme Lazkano laten gaan. Lazkano reed solo door naar de streep. Achter hem reed Bastien Tronchon naar een tweede plaats, voor Tratnik en Wellens.
De wedstrijd was onderdeel van de UCI Europe Tour 2024.

## Uitslag
| Plaats  | Naam               | Ploeg                           | tijd     |
| ------- | ------------------ | ------------------------------- | -------- |
| Winnaar | Oier Lazkano       | Movistar Team                   | 3u43'50" |
| 2       | Bastien Tronchon   | Decathlon AG2R La Mondiale Team | + 28"    |
| 3       | Jan Tratnik        | Team Visma-Lease a Bike         | z.t.     |
| 4       | Tim Wellens        | UAE Team Emirates               | z.t.     |
| 5       | Nicolas Prodhomme  | Decathlon AG2R La Mondiale Team | + 42"    |
| 6       | Sepp Kuss          | Team Visma-Lease a Bike         | + 47"    |
| 7       | Michał Kwiatkowski | INEOS Grenadiers                | + 1'22"  |
| 8       | Carlos Canal       | Movistar Team                   | z.t.     |
| 9       | Cédric Beullens    | Lotto Dstny                     | z.t.     |
| 10      | Marc Soler         | UAE Team Emirates               | z.t.     |

2022 · 2023 · 2024 · 2025